# アダマリシン
アダマリシン(Adamalysin、EC 3.4.24.46)は、酵素である。インスリンB鎖のAra1-Val、His5-Leu、His10-Leu、Ala14-Leu、Leu15-Tyr、Tyr16-Leu結合を選択的に切断する。
この酵素は、ヒガシダイヤガラガラヘビの毒に含まれる。